# Kuopio
För asteroiden, se 1503 Kuopio.
Kuopio är en stad och kommun i landskapet Norra Savolax i Finland. Kuopio stad har 121 543 invånare (2020), och är därmed östra Finlands största stad. Stadens totala areal uppgår till 3 740,1 km². Kuopio stads språkliga status är enspråkig finsk. Vehmersalmi kommun sammanslogs vid årsskiftet 2004/2005, Karttula kommun den 1 januari 2011 och Nilsiä stad den 1 januari 2013 med Kuopio stad. Vid årsskiftet 2014/2015 slogs, i sin tur, Maaninka kommun samman med Kuopio stad och 2016/2017 även Juankoski.

## Historia
Trakten har varit befolkad sedan inlandsisen drog sig tillbaka för omkring 10 000 år sedan. Kuopio grundades 1653 av Per Brahe men staden fick inte stadsrättigheter förrän 1775 under Gustav III:s regeringstid. Under perioden 1809−1917 utvecklades staden till skol- och kulturstad.[källa behövs]
1 januari 1973 inkorporerades kommunen Riistavesi.

## Geografi
Centraltätorten Kuopio har 83 454 invånare (2012). Utanför centralorten Kuopio finns fem större tätorter:
- Juankoski
- Karttula
- Maaninka
- Nilsiä
- Riistavesi
- Vehmersalmi

## Politik

### Mandatfördelning i Kuopio stad, valen 1976–2025
Statistik över kommunalval i Finland finns tillgänglig i statistikcentralens publikationer för enskilda kommuner från valet 1964 och framåt. Publikationen över kommunalvalet 1968 var den första som redovisade komplett partitillhörighet. Ytterligare material finns i Riksarkivet.
| 13 | 16 |  | 9 |  | 3 | 15 |

| 12 | 15 |  | 10 |  |  | 17 |

| 9 | 15 | 3 | 4 | 11 |  | 16 |

| 6 |  | 16 | 4 | 3 | 9 | 3 |  | 15 |

| 8 | 15 | 10 |  | 9 |  |  | 12 |

| 7 | 16 | 7 | 12 |  | 16 |

| 7 | 14 | 8 | 14 | 3 | 13 |

| 7 | 15 | 6 | 16 | 3 | 12 |

| 35 | 24 |

| 5 | 12 | 9 | 3 | 13 |  | 15 |

| 38 | 21 |

| 4 | 12 | 5 | 9 | 13 |  | 14 |

| 37 | 22 |

| 5 | 11 | 8 | 6 | 14 | 3 | 12 |

| 34 | 25 |

| 4 | 10 | 8 | 8 | 14 |  |  | 12 |

| 31 | 28 |

| 4 | 14 | 7 | 3 | 17 |  | 12 |

### Vänorter
Kuopio har femton vänorter:
- Besançon, Frankrike
- Bodø, Norge
- Castrop-Rauxel, Tyskland
- Craiova, Rumänien
- Gera, Tyskland
- Győr, Ungern
- Jönköpings kommun, Sverige, sedan 1940
- Lääne-Virumaa, Estland
- Minneapolis, USA
- Opole, Polen
- Pitkäranta, Ryssland
- Pskov, Ryssland
- Shanghai Pudong, Kina, sedan 2008
- Svendborg Danmark
- Winnipeg, Kanada

## Ekonomi och infrastruktur

### Näringsliv
Av de anställda arbetar 40 procent inom offentlig sektor, 17 procent i finansiella sektorn och med företagstjänster, 16 procent inom handel, hotell och restauranger, 12 procent med tillverkning, el- och vattenförsörjning, 7 procent med transporter, lager och kommunikationer, 6 procent med byggverksamhet och 2 procent inom jord- och skogsbruk.
Stadens universitet som grundades 1966 har cirka 6 000 studerande på fem fakulteter.
Kuopio är sätesort för ärkebiskopen i Finlands ortodoxa kyrka och för en av biskoparna i Evangelisk-lutherska kyrkan i Finland.

## Demografi

### Befolkningsutveckling
| Befolkningsutvecklingen i Kuopio stad 1975–2020                                                              | Befolkningsutvecklingen i Kuopio stad 1975–2020 | Befolkningsutvecklingen i Kuopio stad 1975–2020 | Befolkningsutvecklingen i Kuopio stad 1975–2020 | Befolkningsutvecklingen i Kuopio stad 1975–2020 |
| --- | ----------------------------------------------- | ----------------------------------------------- | ----------------------------------------------- | ----------------------------------------------- |
| |                                                 |                                                 |                                                 |                                                 |
| År |                                                 |                                                 | Folkmängd                                       |                                                 |
| 1975 | 1975                                            |                                                 | 98 002                                          |                                                 |
| 1980 | 1980                                            |                                                 | 99 687                                          |                                                 |
| 1985 | 1985                                            |                                                 | 102 686                                         |                                                 |
| 1990 | 1990                                            |                                                 | 104 675                                         |                                                 |
| 1995 | 1995                                            |                                                 | 108 199                                         |                                                 |
| 2000 | 2000                                            |                                                 | 108 890                                         |                                                 |
| 2005 | 2005                                            |                                                 | 110 208                                         |                                                 |
| 2010 | 2010                                            |                                                 | 112 336                                         |                                                 |
| 2015 | 2015                                            |                                                 | 116 921                                         |                                                 |
| 2020 | 2020                                            |                                                 | 120 210                                         |                                                 |
| Anm: Uppgifterna avser förhållandena den 31 december nämnda år enligt områdesindelningen den 1 januari 2022. |                                                 |                                                 |                                                 |                                                 |

### Språk
Befolkningen efter språk (modersmål) den 31 december 2022. Finska, svenska och samiska räknas som inhemska språk då de har officiell status i landet. Resten av språken räknas som främmande. För språk med färre än 10 talare är siffran dold av Statistikcentralen på grund av sekretesskäl. Språk med färre än 100 talare har räknats ihop för att minska tabellens storlek.
| Språk                                        | Talare 2022-12-31 | Talare 2022-12-31 |
| Språk                                        | Antal             | Andel (%)         |
| -------------------------------------------- | ----------------- | ----------------- |
| Hela befolkningen                            | 122 594           | 100,0             |
| Inhemska språk totalt                        | 116 571           | 95,1              |
| Finska                                       | 116 431           | 95,0              |
| Svenska                                      | 140               | 0,1               |
| Främmande språk totalt                       | 6 023             | 4,9               |
| Ryska                                        | 1 589             | 1,3               |
| Arabiska                                     | 786               | 0,6               |
| Engelska                                     | 370               | 0,3               |
| Estniska                                     | 284               | 0,2               |
| Annat språk                                  | 255               | 0,2               |
| Thailändska                                  | 193               | 0,2               |
| Persiska                                     | 172               | 0,1               |
| Kinesiska                                    | 169               | 0,1               |
| Spanska                                      | 166               | 0,1               |
| Turkiska                                     | 140               | 0,1               |
| Bengali                                      | 128               | 0,1               |
| Tyska                                        | 110               | 0,1               |
| Urdu                                         | 105               | 0,1               |
| Språk med färre än 100 talare men fler än 10 | 1 428             | 1,2               |
| Språk med färre än 10 talare                 | 128               | 0,1               |

|  | Finska (95,0 %) |

|  | Svenska (0,1 %) |

|  | Främmande språk (4,9 %) |

|  | Finska (95,0 %) |

|  | Svenska (0,1 %) |

|  | Främmande språk (4,9 %) |

## Kultur

### Sevärdheter
- Kuopio Stadsteater.
- Dansteater Minimi.[11]
- Kuopio kvartersmuseum.[12] Ett museum som omfattar ett helt kvarter.
- Finlands ortodoxa kyrkomuseum.[13]
- Kuopio veteranbilsmuseum.[14]
- J.V. Snellmans hemmuseum.[15]
- Kuopio museum (Kuopion museo).[16] Ett natur- och kulturhistoriskt museum.
- Puijotornet.

### Kända personer från Kuopio
- Magnus von Wright (1805–1868)  konstnär.
- Wilhelm von Wright (1810–1887)  konstnär.
- Ferdinand von Wright (1822–1906)  konstnär.
- Johan Vilhelm Snellman, filosof, författare och statsman. Verksam i Kuopio.
- Minna Canth, författare. Verksam i Kuopio.
- Kalle Kerman, ishockeyspelare.
- Hannes Kolehmainen, långdistanslöpare. Född och uppvuxen i Kuopio.
- Pertti "Spede" Pasanen, komiker och producent. Född och uppvuxen i Kuopio.
- Martti Ahtisaari, president och fredsnobelist bodde och gick i läroverket i Kuopio.
- Paavo Lipponen, politiker. Bodde i Kuopio och blev student från Kuopio finska klassiska lyceum.
- Veijo Heiskanen, sverigefinsk travtränare. Född i Kuopio.
- Björn Landström, finlandssvensk författare och illustratör. Född i Kuopio.
- Tommi Miettinen, ishockeyspelare.
- Jukka Voutilainen, finsk ishockeyspelare. Född i Kuopio.
- Olli Herman Kosunen, sångare. Född och uppvuxen i Kuopio.
- Taavetti Pekkarinen (1892–1951), finländsk sångare och författare
- R.R. Ryynänen (1891–1963), finländsk sångare, textförfattare och översättare
- Juho Koskelo (1870–1942), amerikafinländsk sångare och musiker
- Herman Kellgren (1822 - 1856), orientalist

## Galleri

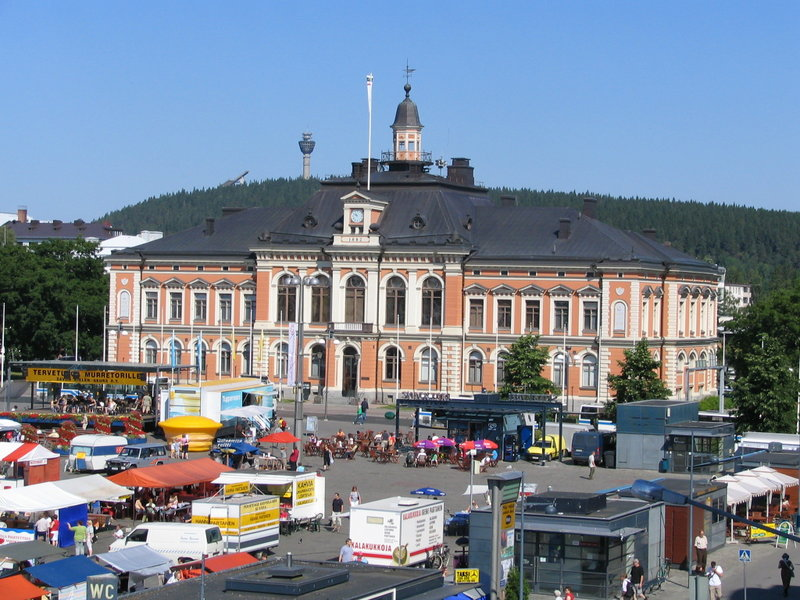
Torg och stadshus
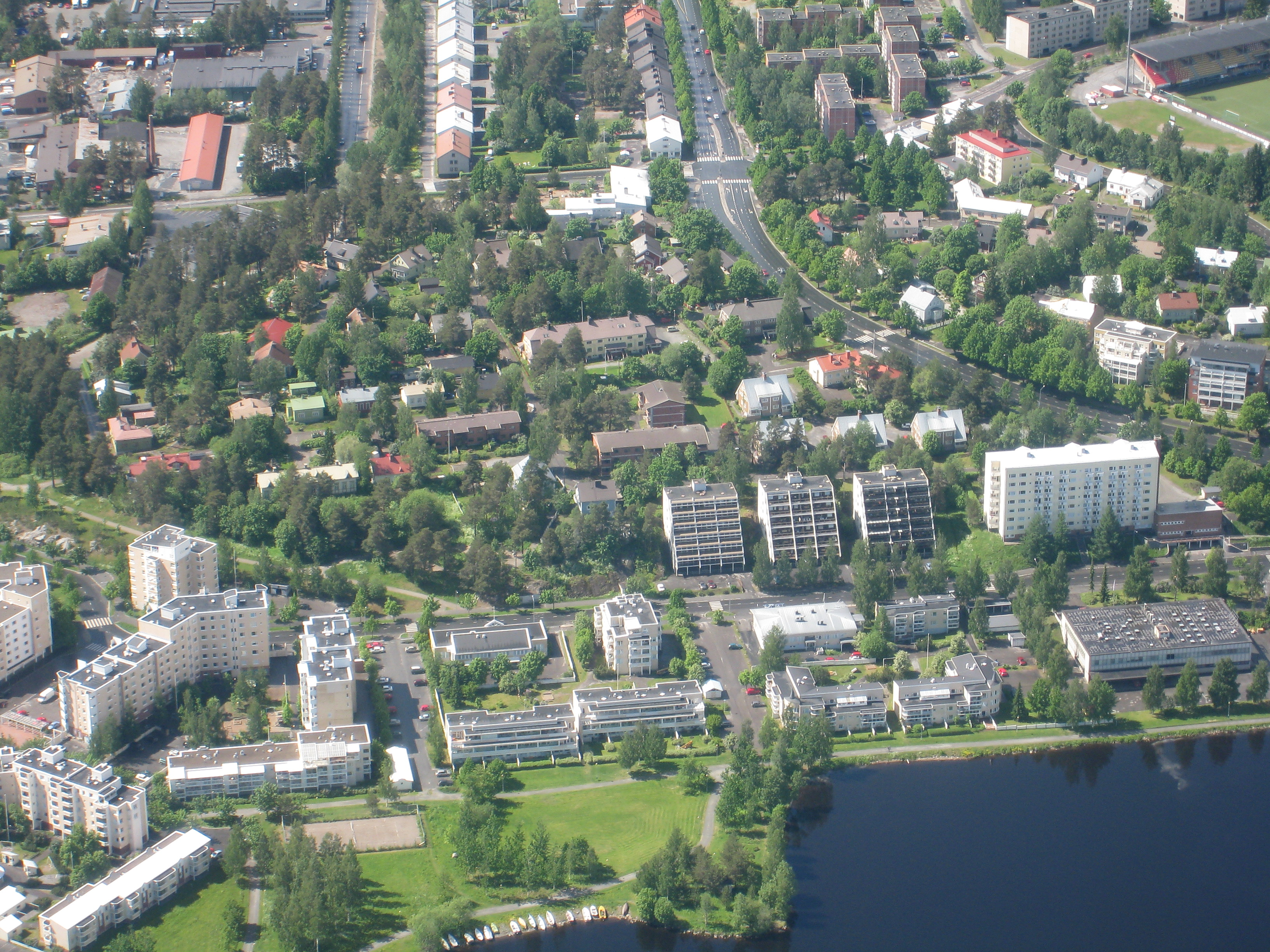
Haapaniemi stadsdel från luften
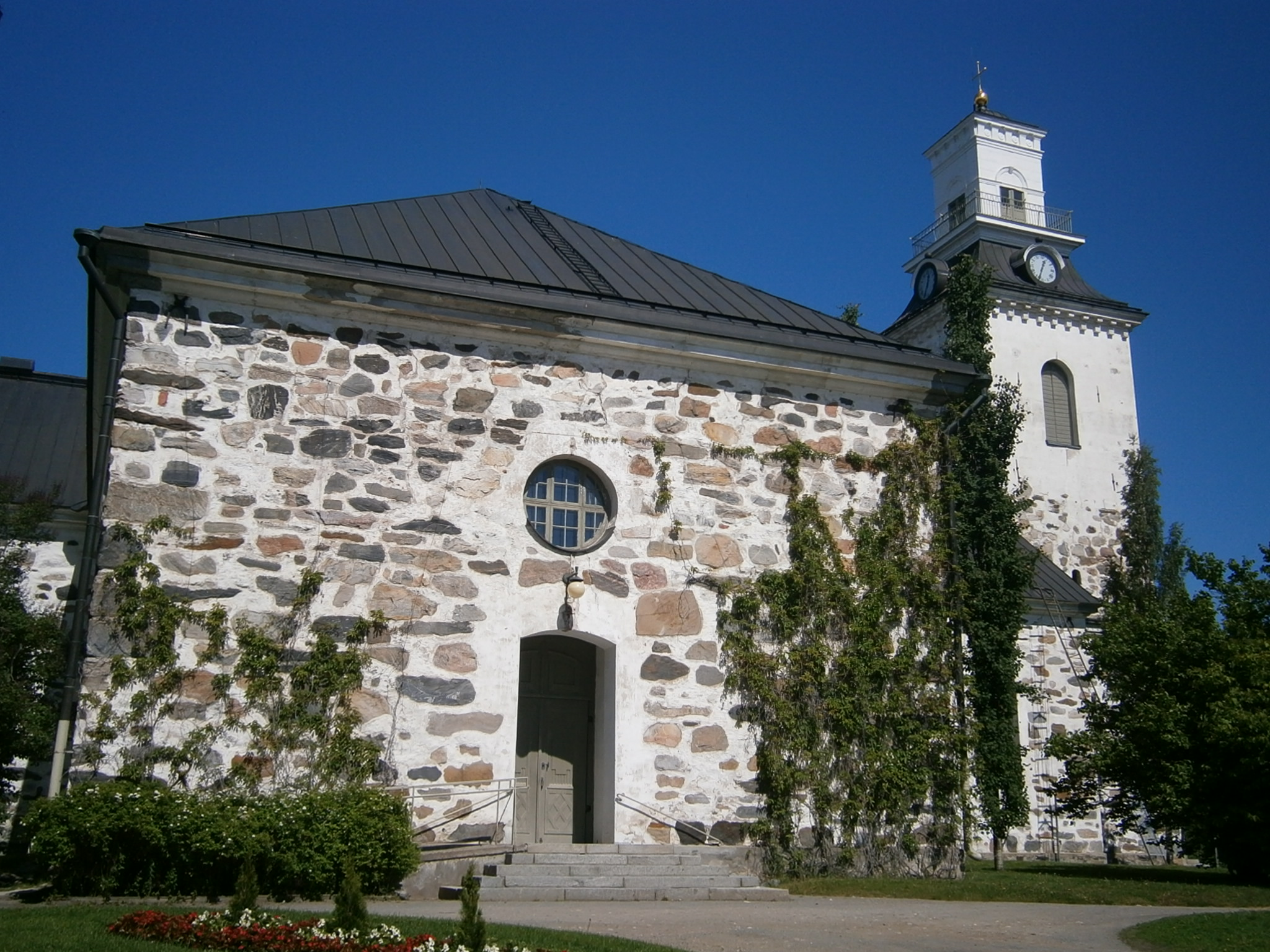
Kuopio domkyrka
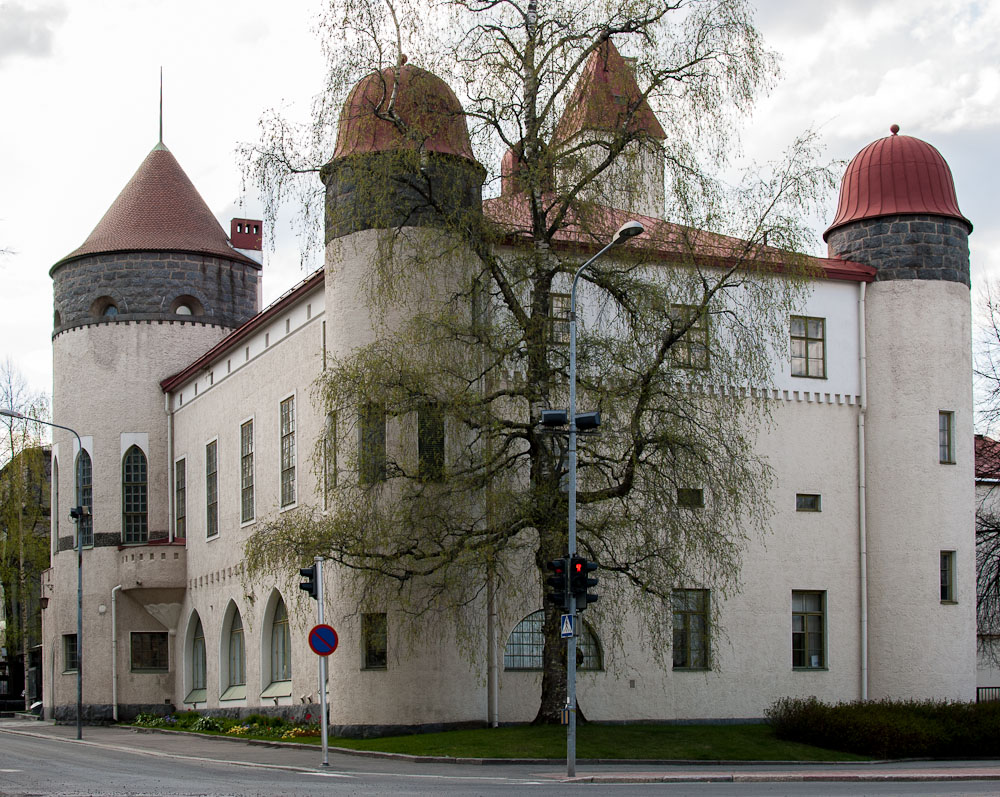
Kuopio museum
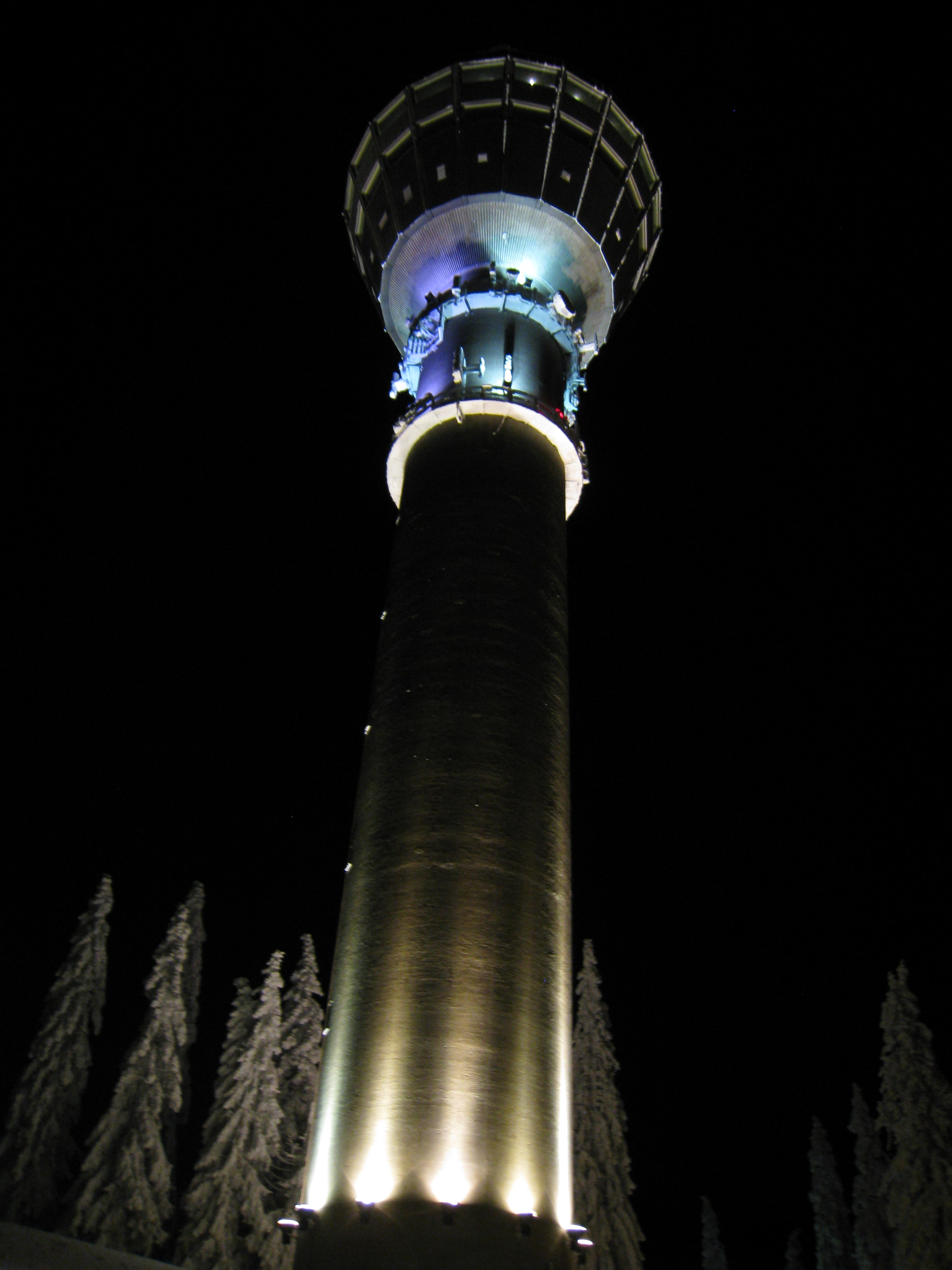
Puijotornet
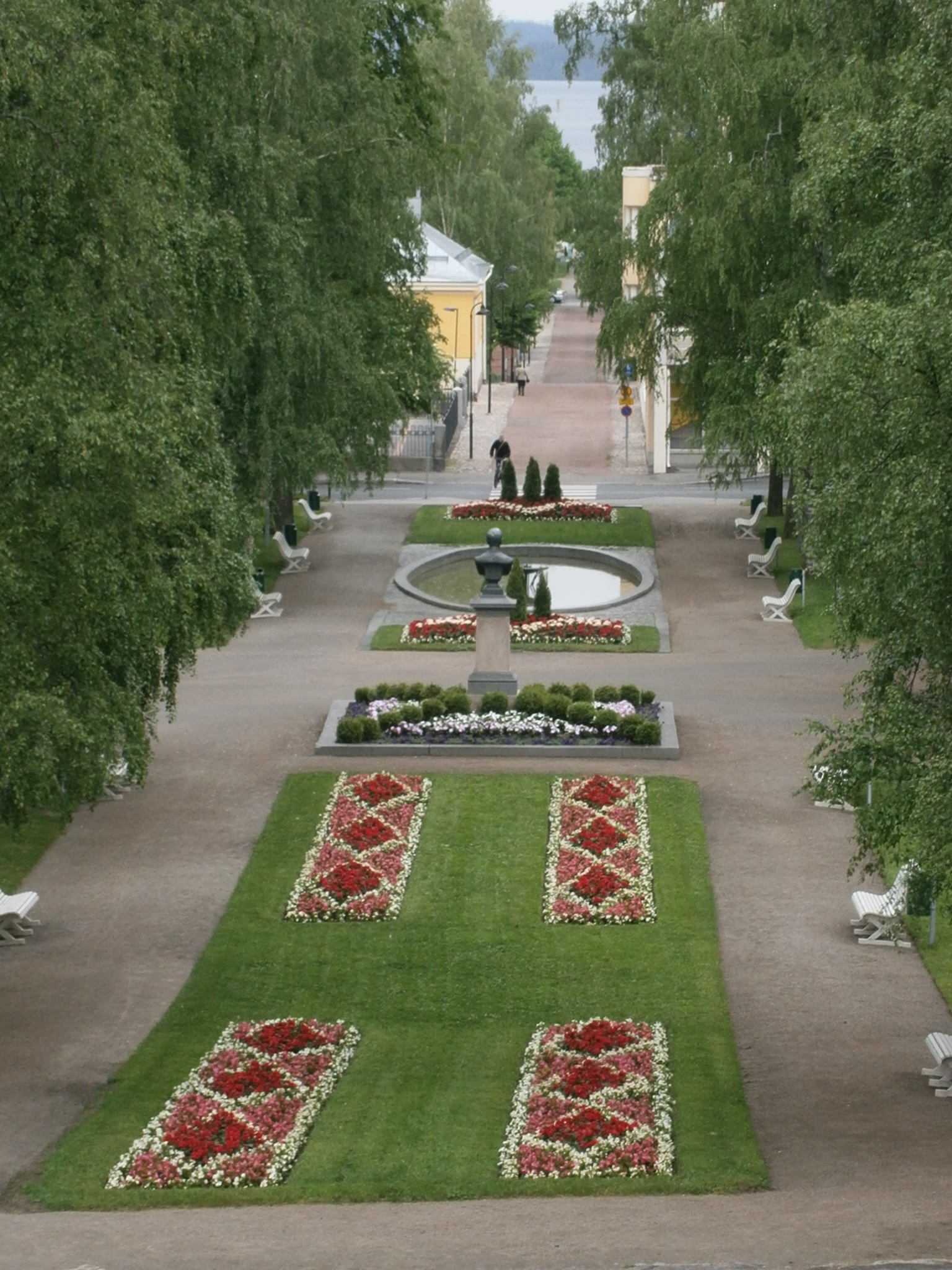
J.V.Snellmans park
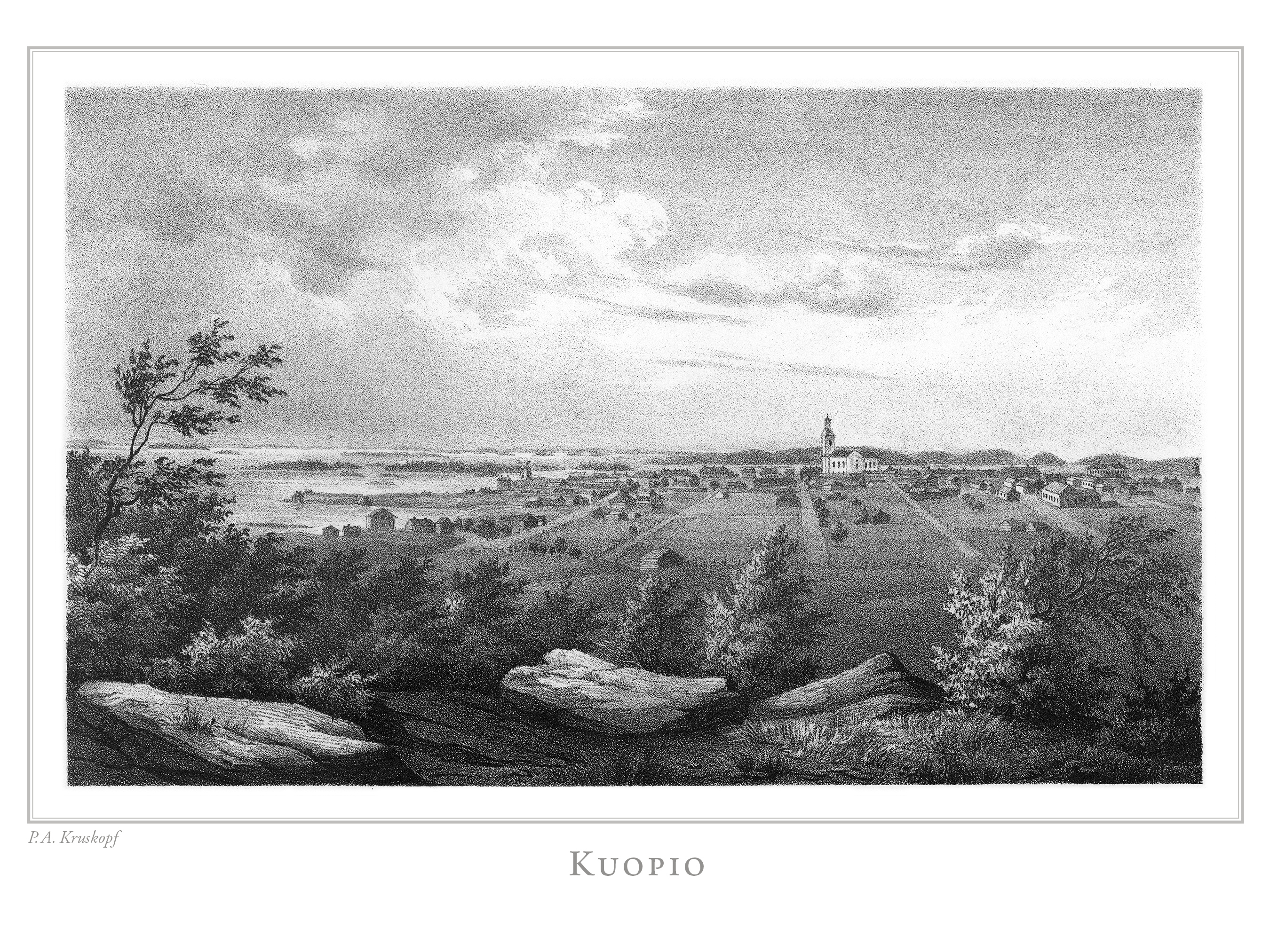
Litografi i Finland framstäldt i teckningar utgiven 1845-1852.

### Webbkällor
- Kuopio stads webbplats. (engelska) (finska) Läst 15 januari 2013.